# Ификл (сын Амфитриона)
Ификл (др.-греч. Ἰφικλῆς) — персонаж древнегреческой мифологии, брат-близнец Геракла и отец Иолая. Участвовал в плавании аргонавтов в Колхиду и в калидонской охоте. Погиб, сражаясь на стороне брата против сыновей Гиппокоонта или Молионидов и Авгия.

## В мифологии
Ификл принадлежал к роду Персеидов (англ.). Он был сыном Амфитриона (внука Персея, бывшего царя Тиринфа, вынужденного жить в изгнании в Фивах) и Алкмены. Последняя стала возлюбленной Зевса и через девять месяцев после этого родила двух сыновей, причём один из них, Алкид, получивший впоследствии имя Геракл, был сыном бога, а второй, Ификл, сыном смертного. В науке существует мнение, что античные авторы изначально придумали Ификла, чтобы подчеркнуть силу и храбрость Геракла. Гесиод пишет, что Алкмена родила «худшего вместе с воистину многодостойнейшим мужем». В подтверждение этого тезиса источники рассказывают, в частности, что, когда на лежавших в колыбели восьмимесячных близнецов напали змеи, Ификл испугался, а его брат задушил змей.
Повзрослев, Ификл женился на Автомедусе — дочери царя Мегар Алкафоя. В этом браке у него родился сын Иолай. Когда царь Фив Креонт сделал Геракла своим зятем в качестве благодарности за помощь против Эргина, Ификлу досталась младшая дочь царя, которая родила ему ещё двух сыновей. Однако Геракл во время припадка безумия бросил этих детей в огонь вместе со своими. Ификл успел отнять у безумца Иолая и удержать его от убийства жены, Мегары; по данным одного из источников, Геракл хотел убить и брата.
Согласно Диодору Сицилийскому, Ификл был в числе героев, которые отправились на корабле «Арго» в Колхиду за золотым руном. Когда «Арго» проплывал мимо Трои, Геракл послал брата к местному царю Лаомедонту забрать стадо кобылиц и царевну Гесиону, обещанных за победу над чудовищем. Лаомедонт отказался выполнять уговор, а посланника бросил в тюрьму; из-за этого началась война, в которой Геракл взял Трою и убил царя. Псевдо-Аполлодор называет Ификла в числе участников охоты на огромного вепря в Этолии.
Ификл погиб, сражаясь на стороне брата в одной из внутригреческих войн. По одной версии, это произошло в бою с сыновьями спартанского царя Гиппокоонта, которым Геракл мстил за убийство Эона, сына Ликимния; по другой, Ификл был смертельно ранен в битве с племянниками Авгия Молионидами и умер в Фенее в Аркадии.
У Гесиода изложена оригинальная версия мифа, согласно которой в молодости Ификл покинул родной дом, чтобы добровольно поступить на службу к царю Тиринфа и Микен Еврисфею. Позже герой пожалел о своём поступке, но было поздно. Эта версия хорошо сочетается с приведёнными у Николая Дамасского данными о том, что, когда братья приехали в Тиринф, «Еврисфей быстро стал другом Ликимнию и Ификлу, а к Гераклу относился с подозрением, никак не допуская его в число своих близких».

## Память
В историческую эпоху в городе Феней путникам показывали могилу Ификла. По крайней мере до II века н. э. местные жители приносили герою жертвы. Греческие художники иногда использовали при росписи ваз сюжет об удушении змей младенцем Алкидом, изображая при этом и его брата.